# عنکبوت‌های گهواره‌باف
 عنکبوت‌های گهواره‌باف (Pisauridae) خانواده‌ای از عنکبوت‌ها هستند.
این خانواده ۵۲ سرده و ۳۲۸ گونه را دربر می‌گیرد.